# بيت الرهمي (الحيمة الداخلية)

تعديل مصدري - تعديل

بيت الرهمي هي إحدى قرى عزلة بني مهلهل بمديرية الحيمة الداخلية التابعة لمحافظة صنعاء، بلغ تعداد سكانها 164 نسمة حسب تعداد اليمن لعام 2004.